# よろづや観光
よろづや観光株式会社は、石川県加賀市山代温泉に本社を置く、瑠璃光・葉渡莉二つの旅館およびギャラリー＆ビストロ「べんがらや」の経営、ECサイト加賀逸品「じわもんや」を運営している企業。

## 沿革
- 1956年（昭和31年） 　よろづや創業。
- 1972年（昭和47年）　　別館「山代グランドホテル」開業。
- 1991年（平成3年）　　「山代グランドホテル」増改築工事竣工・コーポレートアイデンティティ導入、「瑠璃光」に商号変更。
- 1996年（平成8年） 　 「瑠璃光」星の棟オープン。
- 1998年（平成10年）　「葉渡莉」リニューアル。
- 2004年（平成16年）　「葉渡莉」新新館増築。
- 2006年（平成18年）　「瑠璃光」新・星の棟リニューアル。
- 2007年（平成19年）　「葉渡莉」ユニバーサルデザイン対応客室新設。
- 2010年（平成22年）　「葉渡莉」外観改装。
- 2014年（平成26年）　「葉渡莉」烏月テーブル席リニューアル。
- 2016年（平成28年）　「瑠璃光」ダイニング天平オープン

## 旅館一覧
- 瑠璃光(石川県加賀市山代温泉19-58-1)[4]
- 葉渡莉(石川県加賀市山代温泉通り17)[5]

## 不祥事
- 2022年（令和4年）　　コロナ雇用調整助成金不正受給発覚。

## 事業所
- 大阪営業所(大阪府大阪市北区豊崎3-20-9 三栄ビル7F)
- 名古屋営業所(愛知県名古屋市中村区名駅2-36-2 協和ビル6Ｆ605)
- 東京営業所(東京都新宿区新宿1-12-9 第一KSビル2Ｆ)